# Хронична грануломатозна болест
Хронична грануломатозна болест (ХГБ) је генетички (наследно) предиспонирана болест коју карактерише неспособност фагоцитних ћелија да стварају хидроген пероксид и друге оксиданте потребне за уништавање микроорганизама, а настаје као последица дефекта редуковане форме комплекса ензима оксидазе, никотинамид аденин динуклеотид фосфата (NADPH).

## Историја
Хронична грануломатозна болест је први пут описана 1950. године, као синдром који карактерише присуство поновљених инфекција, хепатоспленомегалије, хипергамаглобулинемије и лимфаденопатије, чешћа код мушкараца, са лошом прогнозом и леталним исходом у првој деценији живота.
Развој науке и технологије до данас, омогућио је боље разумевање механизама ове болести.

## Епидемиологија
Тачна инциденција хроничне грануломатозне болести је непозната, мада подаци из националних регистара у Америци показују да је њена учесталост 1 : 200.000 — 250.000.

## Етиопатогенеза
Приближно 80% пацијената наслеђује болест преко полног X хромозома, док 20% болест наслеђује аутозомним хромозомима.

## Клиничка слика
Карактеристика болести је рани почетак и честа појава бактеријских и гљивичних инфекција. Код преко 75% пацијената болест се манифестује у првих 5 година живота.
Иако се болест најчешће испољава инфекцијама у раном детињству, неколико забележених случајева говори о касној експресији. Болест остаје често недијагностикована код неких особа јер имају блажу клиничку форму.

## Дијагноза
Способност оксидативног метаболизма фагоцита може се испитати:
- методом редукције боје NBT
- формазанским тестом, за бактеријске сојеве, или XTT-формазин тестом за гљивичне сојеве (тестирана супстанца је микроорганизам),
- флуоцитометријском анализом,  која се користи за анализу појединачних ћелија на основу њихових физичких карактеристика и сигнала које генеришу флуоресцентни маркери,
- тестовима микробицидне активности,
- генетско тестирање.[23] као  једно од медицинских права из здравствене заштите, по коме уколико лекар изрази сумњу да пацијент има наследну болест, пружи пацијенту могућност (да након потребних клиничких и биохемијских анализа уради генетски тест) и тако коначно добије финалну дијагнозу неопходну за правилан и правовремен одабир лечења.[24]

## Терапија
Антибиотска терапија
Адекватна антибиотска терапија мора бити примењена у складу са најчешћим узрочником инфекција (нпр. котримоксазол).
Интерферон
Интерферон гама, као регулатор имунског одговора делује преко макрофага и цитотоксичних Т лимфоцита. 
Трансплантација стем ћелија
Трансплантација стем ћелија је за сада терапија у фази истраживања.